# Věra Lišková

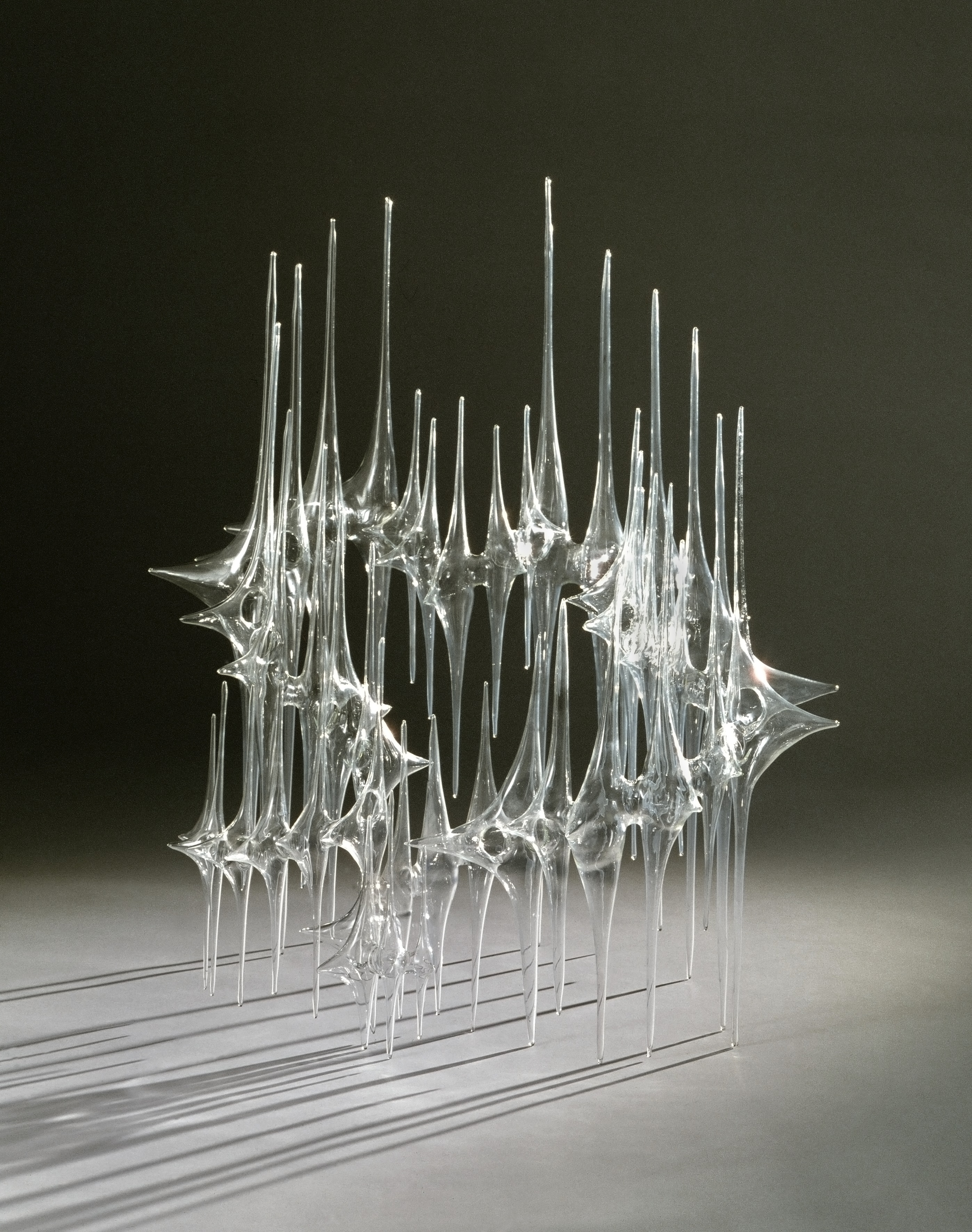
Skleněný objekt „Hudba“ (rok 1977)

Věra Lišková (20. září 1924, Praha – 7. června 1985, Praha) byla česká sklářská výtvarnice.

## Život
Věra Lišková se narodila na Vinohradech v rodině restaurátora. V letech 1939–1941 studovala v malířském oddělení Státní grafické školy v Praze a poté v letech 1942–1949 na Uměleckoprůmyslové škole (od roku 1946 Vysoké škole uměleckoprůmyslové) sklo a glyptiku u prof. Jaroslava Holečka a prof. Karla Štipla a monumentální malbu a sklo u prof. Josefa Kaplického. Jako studentka se roku 1947 přihlásila ke stipendiu vypsanému firmou Lobmeyer v Kamenickém Šenově, kde pod vedením Stephana Ratha, synovce zakladatele firmy J. & L. Lobmeyr vytvořila tenkostěnný nápojový soubor zdobený rytím. Soubor obdržel cenu Ministerstva průmyslu a je ve sbírce Uměleckoprůmyslového muzea v Praze. Její sklo, vystavené na první samostatné výstavě v Museum of Modern Art v New Yorku, koupil tehdejší ředitel muzea Kaufmann do sbírek. Lišková pak do roku 1959 měla v tomto muzeu celkem pět autorských výstav.
Po absolvování školy působila Věra Lišková jako výtvarnice ve svobodném povolání. Od roku 1950 spolupracovala externě se sklárnou Karlovarské sklo – Moser. Po seznámení s foukači laboratorního skla začala experimentovat se simaxovými skleněnými trubicemi ve snaze získat nezávislost na průmyslové výrobě skla. Získala Gočárův ateliér v Mánesově ulici 72 na Vinohradech, kde od poloviny 60. let vytvářela plastiky z technického skla tvarovaného nad kahanem. Některé její návrhy realizovali také foukači Ivo Němec a František Kirchner. Od roku 1957 byla členkou Tvůrčí skupiny užitého umění Bilance.

### Ocenění
- 1973 Bayerischer Staatspreis, Mnichov
- 1977 Zvláštní cena, Coburger Glaspreis 1977, Coburg[6]

## Dílo
Věra Lišková se prosadila již roku 1947 a poté 1958 jako návrhářka rytého nápojového skla ve spolupráci s firmou J. & L. Lobmeyr v Kamenickém Šenově. Pro sklárnu Moser navrhovala od roku 1950 nápojové soubory, broušené masivní nádoby z barevného transparentního skla a broušené stylizované zvířecí plastiky (Žába, 1959). V roce 1959 navrhla pro Moser ve spolupráci s K. Hettešem soubor broušeného skla se zatavenou bublinou v ořechu nožky poháru.
Od 60. let vznikaly podle jejích návrhů volné plastiky z foukaného technického borosilikátového skla Simax, včetně technologicky náročných a rozměrných abstraktních objektů. Lišková usilovala o unikátní tvar nenapodobitelný jinou výtvarnou technikou ((Návrat ptáků, Hejno ryb (1966), Kapky (1975–1979)). Vytvářela tvarově bohaté a křehké skleněné objekty, které svými jemnými detaily zdůrazňují přirozenou tvárnost skla (Hra kostek, 1981). Abstraktní plastika Óda na radost ve skle, inspirovaná notovým zápisem hudby, patří k jejím nejambicióznějším dílům a stala se součástí sbírek Muzea skla v Corningu.
Komorní plastiky Liškové byly inspirované světem zvířat (Ježek, Sova, 1968–1969, Opičák), přírodními úkazy, hudbou nebo tancem (Pohyb tvarů, 1976, UPM). Lišková navrhovala také plastiky z hutního skla pro sklárnu ve Škrdlovicích.
Roku 1968 vytvořila jako reakci na sovětskou invazi plastiku Exploze.

### Zastoupení ve sbírkách (výběr)
- Museum of Modern Art, New York[15]
- Corning Museum of Glass[16]
- Kunstsammlungen der Veste Coburg
- Museum für Kunst und Gewerbe Hamburg
- Severočeské muzeum, Liberec
- Uměleckoprůmyslové museum, Praha
- Východočeské muzeum, Pardubice

### Výstavy (výběr)

#### Autorské
- 1948 Museum of Modern Art Gallery, New York
- 1950 Galerie Václava Špály, Praha
- 1951 Věra Lišková: Výstava skla, Galerie Práce, Praha
- 1966 Galerie Arteta, Bilbao
- 1967 Věra Lišková, Galerie na Betlémském náměstí, Praha
- 1968 MOMA Gallery, Dallas, USA
- 1970 Věra Lišková: Sklo, Východočeské muzeum, Pardubice, Vlastivědný ústav, Olomouc
- 1974 Věra Lišková, J. & L. Lobmeyr, Vídeň
- 1974 Věra Lišková: Práce z let 1972 až 1974, Severočeské muzeum, Liberec
- 1978 Essener Glasgalerie, Essen, Glasmuseum, Wertheim
- 1980 Galerie Dílo, Praha

#### Kolektivní
- 1950 J. a L. Lobmeyra synovec Štěpán Rath a jeho spolupracovníci vystavují své práce z let 1945–1950, Velkopřevorský palác, Praha
- 1952 Umělecké sklo, Uměleckoprůmyslové museum, Praha, Brno
- 1955 Současné sklo (Deset let práce československých výtvarníků), Severočeské muzeum, Liberec
- 1958 Expo 58, Brusel
- 1958 Bilance 58: I. členská výstava průmyslových výtvarníků při Umělecké besedě, Uměleckoprůmyslové museum, Praha
- 1959 Mezinárodní výstava moderního skla, The Corning Museum of Glass, Corning
- 1959 Masterpieces of Czech Art, Royal Scottish Academy Building, Edinburgh
- 1959 IV. přehlídka československého výtvarného umění, Praha, Praha
- 1960 Československé užité umění a průmyslové výtvarnictví, The National Gallery of Canada (Musée des beaux-arts du Canada), Ottawa
- 1961 Bilance 1960, Výstavní síň Ústředí lidové umělecké výroby (ÚLUV), Praha
- 1964 Tschechoslowakisches Glas, Grassi - Museum für Angewandte Kunst, Lipsko
- 1965 Bohemian Glass, Victoria and Albert Museum, Londýn
- 1965 Tšekkoslovakian taideteollisuutta / Tjeckoslovakisk konstindustri, Helsingin Taidehalli / Helsingfors Konsthall, Helsinky
- 1965 La transfiguration de l'art tchèque: Peinture - sculpture - verre - collages, Palais de Congres, Lutych, Belgie
- 1966 12 tschechische Künstler, Worpsweder Kunsthalle, Worpswede, Německo
- 1966 Bilance ´66, Mánes, Praha
- 1966 Aktuální tendence v československém užitém umění a průmyslovém výtvarnictví, Obecní dům - výstavní sály, Praha
- 1968 Bilanz 68, Arbeitsgemeinschaft des deutschen Kunsthandwerkes, Kolín nad Rýnem
- 1968 Jablonec 68: Mezinárodní výstava bižuterie, Výstaviště, Jablonec nad Nisou
- 1969 50 let českého užitého umění a průmyslového výtvarnictví, Mánes, Praha
- 1969 Z přírůstků užitého umění 20. století, Moravská galerie v Brně, Brno (Brno-město)
- 1969 50 Jahre der Tschechischen angewandten Kunst und industrial design, MAK - Österreichisches Museum für angewandte Kunst / Gegenwartskunst, Vídeň
- 1970 Expo 70 – Pavilon ČSSR, Ósaka
- 1970 Současné české sklo, Mánes, Praha
- 1970 Zamiary i zapasy: 50 lat czeskiej sztuki stosowanej i plastyki przemysłowej, Muzeum Śląskie, Vratislav
- 1974 Hedendaagse ambachtskunst uit Tsjechoslowakije, Bruggy
- 1977 Arte Checoslovaco – Vidrio, cerámica, joyas y tapices, Sala Cairasco, Las Palmas, Kanárské ostrovy
- 1979 Současné užité umění, Severočeská galerie výtvarného umění v Litoměřicích
- 1980 Die Kunst Osteuropas im 20. Jahrhundert, Garmisch-Partenkirchen, Garmisch-Partenkirchen
- 1981 Czechoslovakian Glass 1350–1980, The Corning Museum of Glass, Corning
- 1981 Art in Glass, Glass in Art, Fendrick Gallery, Washington D.C.
- 1982 Arte Aplicado Checoslovaco (Miniaturas de Vidrio, Ceramica, Textil y Joyas), Museo de Artes Decorativas, Havana
- 1983 Czechoslovak Glass: Seven Masters, American Craft Museum New York, New York City
- 1983 Skleněná plastika, Dům umění města Brna
- 1983 Arte Aplicado Checoslovaco (Miniaturas de Vidrio, Ceramica, Textil y Joyas), Museo de ambiente histórico cubano, Santiago de Cuba
- 1984 Československé sklo '84: Umělecká sklářská tvorba, Valdštejnská jízdárna, Praha
- 1985 Sto let českého užitého umění: České užité umění 1885-1985 ze sbírek Uměleckoprůmyslového muzea v Praze k stému výročí založení muzea, Uměleckoprůmyslové museum, Praha
- 1989 Verres de Bohême: 1400–1989 chefs-d'œuvre des musées de Tchécoslovaquie, Musée des Arts décoratifs, Paříž
- 1996 Užité umění 60. let, Uměleckoprůmyslové muzeum, Brno
- 2002 Glass Behind the Iron Curtain: Czech Design, 1948–1978, The Corning Museum of Glass, Corning
- 2005 Aufbruch. Tschechische Glas 1945-1980, Museum Kunstpalast (Kunstmuseum Düsseldorf), Düsseldorf
- 2005 Design in an Age of Adversity: Czech Glass, 1945–1980, The Corning Museum of Glass, Corning
- 2005 Czech Glass Now: Contemporary Glass Sculpture 1970–2004, The Corning Museum of Glass, Corning
- 2006 Design in an Age of Adversity: Czech Glass, 1945–1980, Museum of Glass, Tacoma
- 2007 Czech Glass / 1945–1980 (Design in an Age of Adversity and Illusion) / České sklo / 1945-1980 (Tvorba v době mizerie a iluzí), Veletržní palác, Praha
- 2011 Hold sklu / A Homage to Glass, Severočeské muzeum, Liberec
- 2015/2016 Budování státu. Reprezentace Československa v umění, architektuře a designu, Veletržní palác, Praha
- 2016 7+1 Mistři českého skla, Museum Kampa – Nadace Jana a Medy Mládkových, Praha
- nedat. Tschechische angewandte Kunst, Kultur- und Informationszentrum der ČSSR, Berlín

### Realizace pro veřejný prostor
- sanatorium Sanssouci, Karlovy Vary
- skleněné závěsné plastiky pro bývalé Národní shromáždění v Praze, 1972 (dnes nová budova Národního muzea)
- budova Pojišťovny v Kutné Hoře
- skleněná kompozice pro společenské prostory podniku Tatra Kopřivnice, 70. léta 20. století
- skleněná mozaika a pískovaná okna v Kulturním domě v Ostravě
- vitráž a okno se symbolikou lázní v Karlových Varech
- osvětlení recepce generálního komisaře výstavy Expo 70 v Ósace
- lustry pro centrální šatnu Národního divadla v Praze, 1983

### Katalogy
- Věra Lišková: Výstava skla, text Emanuel Poche, 20 s., Galerie Práce 1952
- Věra Lišková, text Karel Hetteš, 12 s., Galerie na Betlémském náměstí, Praha 1967
- Sklo Věry Liškové, 24+6 s., Východočeské muzeum Pardubice 1970
- Glas von Vera Liskova, text Harald Rath, Karel Hetteš, 24 s., J. & L. Lobmeyr Wien
- Věra Lišková: Práce z let 1972 až 1974, 16 s., Skloexport Liberec, Severočeské muzeum v Litoměřicích